# Onda de tornados
Uma onda de tornados (em inglês, "tornado outbreak") é a ocorrência de múltiplos tornados gerados pelo mesmo sistema meteorológico de escala sinótica. A quantidade de tornados requeridos para se caracterizar uma onda tipicamente está entre seis a dez ocorrências.
Os tornados normalmente ocorrem dentro do mesmo dia, ou continuam nas primeiras horas do dia seguinte, e dentro da mesma região. A maioria das definições permitem uma pausa na atividade tornádica (tempo entre o fim de um tornado e o começo de outro) de seis horas. Se a atividade tornádica de fato recomeça após tal período de calmaria, várias definições consideram o evento como uma nova onda. Uma série de contínuos ou quase contínuos dias de ondas tornádicas é chamada de "sequência de onda de tornados". Ondas de tornados geralmente ocorrem de Março a Junho nas Grandes Planícies dos Estados Unidos e Canadá, o Centro-Oeste e o Sudeste americano, em uma área popularmente conhecida como Tornado Alley. Entretanto, ondas tornádicas podem ocorrer durante outras épocas do ano e em outras partes do mundo. Uma segunda "temporada", menos ativa e anualmente inconsistente, ocorre nos Estados Unidos no fim do outono.
A maior onda de tornados registrada, dependendo da definição aplicada e o tempo decorrido entre as pausas na atividade tornádica, foi a Onda de Tornados de 25-28 de Abril de 2011, com 355 tornados e cerca de US$ 10 bilhões em danos diretos. Esse evento supera a Super Onda de Tornados de 1974, quando 148 tornados foram contados. Ambos ocorreram nos Estados Unidos e Canadá. O número total de tornados é um método problemático de comparação de eventos de períodos diferentes. No entanto, mais tornados menores (mas não tornados mais fortes) são relatados nos Estados Unidos nas décadas recentes do que nas décadas anteriores. A Super Onda de 1974 mantém a distinção por sua intensidade. Na ocasião, 7 tornados F5 e 23 tornados F4 foram registrados.